# Román Piña Chan
Román Piña Chán (San Francisco de Campeche, Campeche, 29 de febrero de 1920 - Ciudad de México, 10 de abril de 2001) fue un arqueólogo y antropólogo mexicano.

## Biografía
Nació en el barrio de San Román, famoso por la construcción de barcos mercantes y embarcaciones de pescadores; Piña Chán estudió en Campeche, en la Escuela Industrial y en la Ciudad de México en la Vocacional 4 del Instituto Politécnico Nacional.
Profesor emérito de la Escuela Nacional de Antropología e Historia, sus estudios sobre las culturas prehispánicas, principalmente las del centro y Golfo de México, ayudaron a caracterizar y periodizar la etapa que llamó Preclásico y se aprecian en Las culturas preclásicas de la Cuenca de México (1955).
Su labor en el enriquecimiento de la historia del pasado quedó pasmada en unas 100 publicaciones, entre las que destacan Tlatilco (1958), Quetzalcóatl, Serpiente Emplumada (1977), y Culturas y ciudades de los mayas (1959), en las que reunió un importante material de investigación.
También hizo estudios en la Escuela Nacional de Antropología e Historia mediante una beca en la especialidad de antropología física, y más tarde, estuvo a cargo de diversos trabajos para el Museo Nacional de Antropología de México.
El primer encuentro de lo que sería una fructífera carrera fue en la práctica de campo a Tzintzuntzan, en Michoacán, bajo la dirección de Rubín de la Borbolla.
En adelante no se detendría, pues participó en los trabajos de salvamento arqueológico de Chupícuaro, Guanajuato, donde permaneció por una larga temporada. En Uxmal con Alberto Ruz, que dirigía la temporada de campo, con el arquitecto José Erosa Peniche; así como a la Isla de Jaina, Campeche, que dieron origen a varias publicaciones.
En 1949, el arqueólogo regresó a México donde fue comisionado para la exploración del cementerio de Tlatilco, a cargo de Arturo Romano, para entonces, su pasión por la arqueología ya estaba decidido, pero sus estudios no. Posteriormente, Borbolla le ofreció un trabajo para el cual Piña tenía que titularse. En 1951, la experiencia de Tlatilco, realizó su tesis llamada El horizonte Preclásico del Valle de México y presentó su examen profesional.
Su labor fue incansable, de los numerosos trabajos de campo cabe mencionar los de Chalcatzingo y Atlihuayán, en Morelos; el de Tlapacoya, en México; Comalcalco, en la Venta, y los reconocimientos arqueológicos en la cuenca del río Grijalva, en Tabasco, todo ello entre 1945 y 1960. En la década siguiente realizó trabajos arqueológicos en Mulchic y el Cenote de Chichén Itzá, en Yucatán; La Ventilla, en Teotihuacán, Estado de México y en Cuicuilco, en el sur de la Ciudad de México.
A partir de 1970 y durante 10 años, estuvo a cargo de la dirección del Proyecto Teotenango y el de Huamango, ambos en el Estado de México; posteriormente en Tingambato, Michoacán, cuando desempeñaba el cargo de director del Centro Regional México-Michoacán. De 1980 a 1984 dirigió y coordinó el Proyecto Campeche, hasta que en Becán ocurrió un lamentable accidente que el 13 de septiembre mermó sensiblemente su salud.
Como resultado de las investigaciones arqueológicas que realizó en Palenque, Bonampak, Jaina, Edzná, Chichén Itzá, Uxmal y otros sitios de la región maya, así como sus trabajos etnohistóricos, relativos a Quetzalcóatl, Tula y los toltecas, publicó la tesis Historia, arqueología y arte prehispánico (1972).
También, realizó una importante labor en la rama científica y educativa en la planeación, así como asesoría antropológica y realización de museos, entre los que destaca la curaduría del Museo Nacional de Antropología y su reconocida carrera de docente en la INAH y otras instituciones. A lo largo de su vida compartió sus conocimientos en diversas conferencias alrededor de la República y en publicaciones como: "Chichén Itzá, La Ciudad de los brujos del agua (1980), "Ensayo histórico-cultural" (1960), "Bonampak" (1961) y "Cultura y ciudades mayas de Campeche" (1985), entre otras.
El arqueólogo Román Piña murió a consecuencia de un derrame cerebral, el 10 de abril de 2001, en el Hospital Ángeles, de la Ciudad de México. Desde 1996 se realiza el Simposio Román Piña Chan, en el marco de la Feria del Libro de Antropología e Historia, en busca de impulsar y dar continuidad a las culturas prehispánicas que sustentan la historia del país.

## Obras publicadas
Piña Chan fue un escritor sobresaliente, y dejó impreso en varios libros, revistas y artículos especializados tanto nacionales como extranjeros el fruto de una larga experiencia.
En los dos últimos años de su vida coordinó la Enciclopedia histórica de Campeche.
- Las ciudades mayas (1958). Instituto Nacional de Antropología e Historia. México.
- Tlatilco (1958). Instituto Nacional de Antropología e Historia. México.
- Ciudades arqueológicas de México (1963). Instituto Nacional de Antropología e Historia. México.
- Una visión del México prehispánico (1967). Instituto de Investigaciones Históricas de la Universidad Nacional Autónoma de México. México.
- Mesoamérica: Los orígenes; Culturas preclásicas; Teotihuacan; Toltecas; Mexicas; Oaxaca; Culturas de la Costa del Golfo; Maya; Norte de México y Oeste de México, en Tesoros del Museo Nacional de Antropología. (1968). Daimon Mexicana, S.A. México.
- Campeche antes de la Conquista (1969). Publicaciones del Estado de Campeche. México.
- Algunas ideas sobre la figura de Valdivia (Ecuador) y los olmecas (1971). Guayaquil. Cuadernos de Historia y Arqueología. México.
- Teotenango. El antiguo lugar de las murallas (1975). Dirección de Turismo del Gobierno del Estado de México. Toluca.
- Quetzalcoatl: Serpiente emplumada (1977). Fondo de Cultura Económica. México.
- Chichen Itzá: La ciudad de los brujos del agua (1980). Fondo de Cultura Económica. México.
- Las culturas y ciudades mayas de Campeche (1987). Editora del Sureste/ Gobierno del Estado de *El lenguaje de las piedras (1992).Universidad Autónoma de Campeche. Campeche.
- El mundo maya de Campeche (1992). Gobierno del Estado de Campeche/ PEMEX/INAH. Campeche.
- El lenguaje de las piedras glíficas olmecas y zapotecas (1993). Fondo de Cultura Económica. México.
- El mito de Quetzalcoatl (1996). Instituto Nacional de Antropología e Historia. México.
- Cacaxtla: fuentes históricas y pinturas (1999). Fondo de Cultura Económica. México.

## Premios y distinciones
- Premio Joaquín Baranda por el estado de Campeche, en 1960.
- Diploma de Maestro Numerario por la Universidad Iberoamericana.
- Diploma por asesoría científica por el Museo de las Culturas.
- Medalla de Oro de servicios académicos por el Instituto Nacional de Antropología e Historia.
- Medalla de Plata por servicios a la comunidad universitaria por la Universidad Nacional Autónoma de México.
- Hijo predilecto de la Ciudad del Carmen por su labor de investigación y difusión.
- Premio Juchimán de Plata por la investigación de cultura prehispánicas por la Universidad Juárez Autónoma de Tabasco.
- Medalla Justo Sierra por labor de Antropología por el Estado de Campeche.
- Diploma de Distinguido Fundador por el Colegio Mexicano de Antropólogos.
- Miembro honorario del Congreso del Hombre y la Cultura Andina por la Universidad Inca Garcilaso de la Vega del Perú.
- Medalla de Oro por el Instituto Nacional de Antropología e Historia.
- Testimonio Tlatilco por el Ayuntamiento de Naucalpan.
- Premio Aztlán por el estado de Nayarit.
- Premio Nacional de Ciencias y Artes en el área de Historia, Ciencias Sociales y Filosofía por el gobierno federal de México en 1994.[2]
- Reconocimiento por la Universidad Autónoma de Campeche.